# Napoleon Dynamite
Napoleon Dynamite er titlen på en amerikansk komediefilm fra 2004. Filmen er instrueret af Jared Hess og har en længde på cirka 91 minutter.

## Medvirkede
- Jon Heder (Napoleon Dynamite)
- Jon Gries (Uncle Rico)
- Aaron Ruell (Kip Dynamite)
- Efren Ramirez (Pedro Sanchez)
- Diedrich Bader(Rex)
- Tina Majorino (Deb)

## Eksterne Henvisninger
- Napoleon Dynamite på Internet Movie Database (engelsk)
- Napoleon Dynamite på Filmdatabasen
- Napoleon Dynamite på Scope
- Napoleon Dynamite i Svensk Filmdatabas (svensk)
- Napoleon Dynamite på AlloCiné (fransk)
- Napoleon Dynamite på MovieMeter (nederlandsk)
- Napoleon Dynamite på AllMovie (engelsk)
- Napoleon Dynamite hos American Film Institute (engelsk)
- Napoleon Dynamite på Turner Classic Movies (engelsk)
- Napoleon Dynamite på The Movie Database (engelsk)
- Napoleon Dynamite Arkiveret 7. december 2006 hos  Wayback Machine